# Teun van Dijk

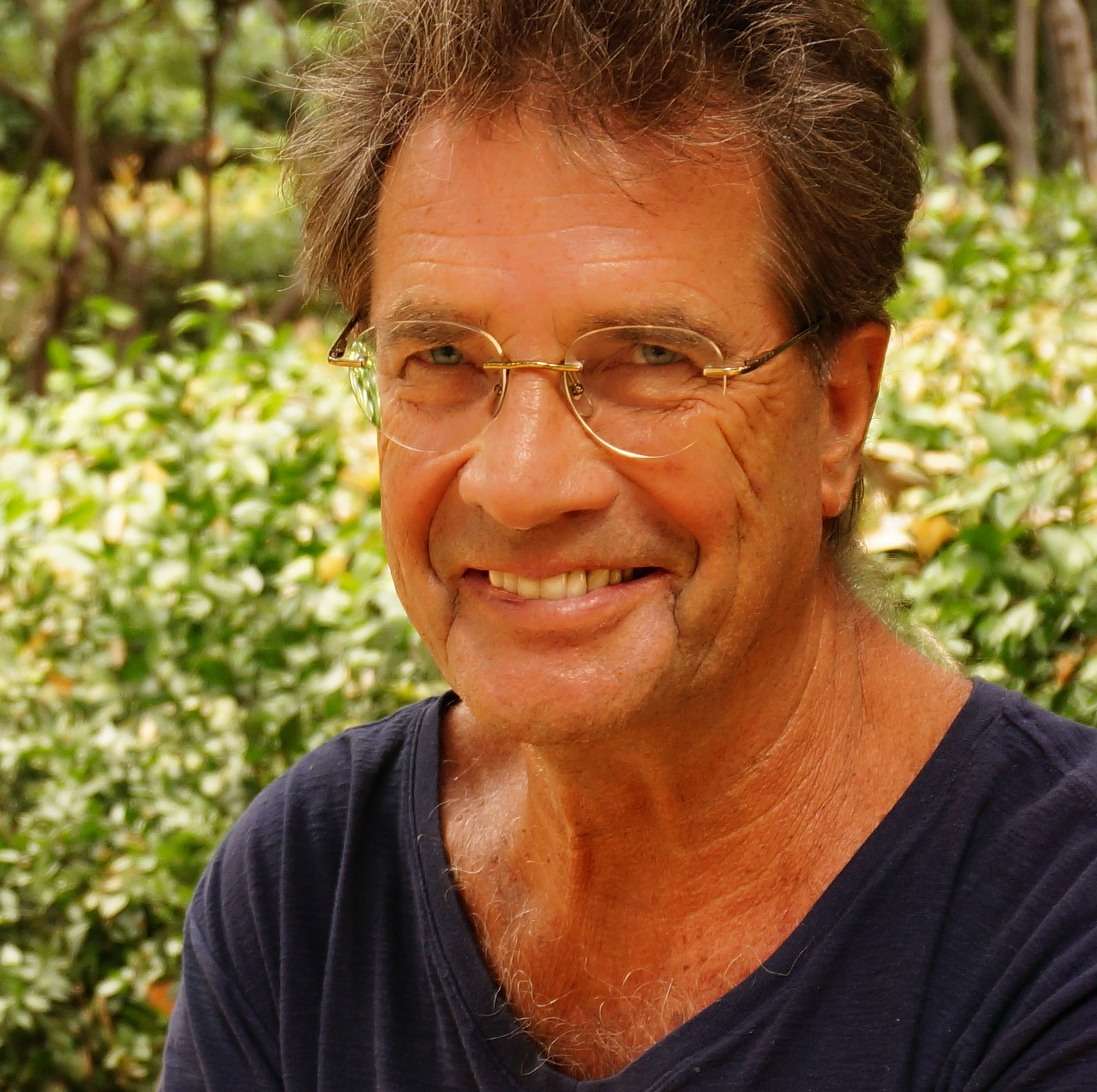
Teun van Dijk (2013)

Teun A. van Dijk (Naaldwijk, 7 mei 1943) is een Nederlandse tekstwetenschapper, gespecialiseerd in discoursanalyse.
Van Dijk was van 1980 tot 2004 hoogleraar tekstwetenschap aan de Universiteit van Amsterdam en doceert sinds 1999 aan de Universiteit Pompeu Fabra in Barcelona. Hij publiceerde veel boeken en artikelen in zijn vakgebied, en was de oprichter van een zestal wetenschappelijke tijdschriften. 

## Affaire-Rasoel-Komrij
Van Dijk was in de jaren 90 middelpunt van een controverse toen hij op basis van tekstwetenschappelijke argumenten de schrijver Gerrit Komrij (voor 95% zeker) aanwees als de auteur van het pamflet De ondergang van Nederland. In dat vlugschrift waarschuwde iemand onder het pseudoniem Mohammed Rasoel de Nederlanders voor het "gevaar van moslims die het land binnenkomen". Komrij reageerde furieus op de aantijgingen en maakte Van Dijks visie onder andere in het pamflet De ondergang van het regenwoud belachelijk. Tot een smaadproces van Komrij tegen Van Dijk is het niet gekomen: het Hof in Amsterdam stelde vast dat Komrij zich al ruimschoots in de publieke sfeer had verdedigd. In 2004 reageerde Van Dijk door in eigen beheer een boek uit te geven De Rasoel-Komrij Affaire. Een geval van elite-racisme, waarin hij zijn visie en argumenten presenteerde over de affaire. De rechter veroordeelde indertijd de schrijver van het boek, Van A., tot een boete van 2000 gulden vanwege racisme.

## Persoonlijk
Teun van Dijk is de vader van de literatuurwetenschapster en critica Yra van Dijk. Hij was ook promotor van de latere hoogleraar Philomena Essed, met wie hij ook een tijd getrouwd was.